# Johnny Preston
John Preston Courville (ur. 18 sierpnia 1939 w Port Arthur w stanie Teksas, zm. 4 marca 2011 w Beaumont w Teksasie) – amerykański wokalista popowy, znany przede wszystkim z międzynarodowego hitu "Running Bear", który wylansował w 1960 r. 
Jego przodkowie byli przedstawicielami grupy etnicznej Cajun. Miał własny zespół rocka and rollowy Shades. Pod koniec lat 50. został zauważony przez słynnego Jilesa Perry „Big Boppera” Richardsona. Uczestniczył on w nagraniu debiutanckiej płyty Prestona, która ukazała się już po śmierci Richardsona w katastrofie lotniczej w lutym 1959 roku. W październiku piosenka "Running Bear" weszła do notowania Billboard Hot 100, a styczniu osiągnęła pierwsze miejsce i utrzymywała się na nim przez trzy tygodnie. Płyta sprzedała się w milionowym nakładzie w Wielkiej Brytanii.
Preston miał operację pomostowania tętnic wieńcowych w roku 2010. Zmarł na niewydolność serca w Beaumont w Teksasie w piątek 4 marca 2011 roku, w wieku 71 lat.

## Dyskografia
- Running Bear (1960)
- Come Rock with Me (1960)